# Tomass Dukurs
Tomass Dukurs (Riga, URSS, 2 de juliol de 1981) és un esportista letó que competeix en skeleton, guanyador d'una medalla de bronze al Campionat del món de Bobsleigh i Skeleton de 2015 i de cinc medalles al Campeionat d'Europa de Skeleton entre els anys 2007 i 2015. El seu germà Martins també competeix en skeleton.

## Palmarès internacional
| Campionat del món  | Campionat del món                   | Campionat del món | Campionat del món |
| Any                | Lloc                                | Medalla           | Prova             |
| ------------------ | ----------------------------------- | ----------------- | ----------------- |
| 2015               | Winterberg ( Alemanya)              |                   | Individual        |
| Campionat d'Europa |                                     |                   |                   |
| Any                | Lloc                                | Medalla           | Prova             |
| 2007               | Königssee ( Alemanya)               |                   | Individual        |
| 2012               | Altenberg ( Alemanya)               |                   | Individual        |
| 2013               | Igls ( Àustria)                     |                   | Individual        |
| 2014               | Königssee ( Alemanya)               |                   | Individual        |
| 2015               | La Plagne ( França) Igls ( Àustria) |                   | Individual        |